# Gillberga, Norrtälje kommun
Gillberga är en bebyggelse på centrala Rådmansö söder om Infjärden i Rådmansö socken i Norrtälje kommun. Från 2015 till 2023 avgränsade SCB här en småort.